# Ronde van de Achterhoek
Die Ronde van de Achterhoek ist ein niederländisches Straßenradrennen für Männer. 
Das Eintagesrennen wurde 1969 ins Leben gerufen und führt durch die niederländische Region Achterhoek. Von 1985 bis 2004 wurde es unter dem Namen Grand Prix Wielerrevue ausgetragen. Sponsor und Namensgeber war das niederländische Radsport-Magazin Wieler Revue. Der GP Wielerrevue war in die damalige UCI-Kategorie 1.5 eingestuft.
Aufgrund finanzieller Probleme konnte das Rennen 2005 nicht mehr durchgeführt werden. Nach zwölf Jahren Unterbrechung wurde das Rennen 2017 erstmals wieder ausgetragen. Seit der Saison 2021 ist es Teil der UCI Europe Tour und in die Kategorie 1.2 eingestuft.

## Palmarès
ab 2021
| Jahr | Sieger                  | Zweiter              | Dritter                   |
| ---- | ----------------------- | -------------------- | ------------------------- |
| 2021 | Casper van Uden         | Jan-Willem van Schip | Ryan Christensen          |
| 2022 | Coen Vermeltfoort       | Martijn Budding      | Jim Brown                 |
| 2023 | Martijn Rasenberg       | Martijn Budding      | Noah Hobbs                |
| 2024 | Stian Rosenlund Richter | Noa Isidore          | Daan van Sintmaartensdijk |

bis 2020
| - 2020 keine Austragung - 2019 Marco Doets - 2018 Cees Bol - 2017 Wim Kleiman - 2005–2016 keine Austragung - 2004 Niki Terpstra - 2003 Kristof De Zutter - 2002 Mathieu Heijboer - 2001 Bert Hiemstra | - 2000 Jurgen Van Goolen - 1999 Jans Koerts - 1998 Robin Veen - 1997 Rudie Kemna - 1996 Louis de Koning - 1995 Lucien de Louw - 1994 Robin Veen - 1993 Johan Museeuw - 1992 Eric Vanderaerden | - 1991 Etienne De Wilde - 1990 Brian Holm - 1989 Noël Segers - 1988 Etienne De Wilde - 1987 Wim Arras - 1986 Ludo De Keulenaer - 1985 Johan Lammerts |